# 中西進の万葉こゝろ旅
『中西進の万葉こゝろ旅』（なかにしすすむのまんようこころたび）は、奈良テレビ放送(TVN)制作の紀行番組であり、万葉学者・中西進の冠番組である。

## 概要
万葉学者で文化功労者の中西進が、吉野など奈良県内各地に残る万葉の故地を訪ね、歌の意味や背景などを解説しながら万葉集の歌の魅力と万葉びとのこころを語る。
2004年4月に、奈良テレビ放送で当時放送されていた平日夕方のワイドニュース番組『News Up なら』と平日夜10時台のワイドニュース番組『NEWSライン』内のコーナー企画として放送スタート。その後、同年10月に番組化し、毎週5分間のミニ番組としてレギュラー放送を開始する。2008年にレギュラー放送が終了した後も、再放送が行われている（2017年2月現在）。
レギュラー放送期間中には、総集編を「万葉こゝろ旅スペシャル」として数回放送していた。
番組のDVD化と書籍化が行われ、DVDが計8シリーズ、書籍が計4巻発売されている。DVD・書籍は奈良テレビが運営するインターネットストア「奈良ええもんストア」などで販売されているほか、奈良テレビのエントランスホールに隣接する売店でも購入できる。
奈良テレビの番組表及び、DVD・書籍の販売ページなどには『中西進の万葉こころ旅』と表記されていることもある。

## 出演者

### 旅人・解説
- 中西進

### ナレーター
- 魚住由紀

## 放送時間

### レギュラー放送
第1期（2004年10月 - 2005年）
- 毎週水曜日 22:55 - 23:00（5分間）
  - 毎週日曜日18:10 - 18:15に再放送。

第2期（2005年 - 2008年）
- 毎週土曜日 20:55 - 21:00（5分間）
  - 毎週日曜日18:10 - 18:15に再放送。

### 再放送
2017年4月 - 現在
- 毎週金曜日 22:54 - 23:00（6分間）

## テーマ音楽
- 「曲名不明」 - 西村由紀江

## スタッフ
- 協力：奈良県立万葉文化館
- 制作協力：放送映画製作所
- 制作著作：奈良テレビ放送

## 関連商品

### 書籍
- TVN　単行本「中西進の万葉こゝろ旅」1～4